# 卡舒埃里尼亞 (伯南布哥州)
卡舒埃里尼亚（葡萄牙語：Cachoeirinha）是巴西東北部伯南布哥州的一个市镇。总面积179.268平方公里，总人口17558人，人口密度97.9人/平方公里。